# Булочница из Монсо
«Булочница из Монсо» (фр. La Boulangère de Monceau) — короткометражный фильм режиссёра Эрика Ромера, вышедший на экраны 27 февраля 1963 года.

## О фильме
Первая картина из цикла «Шесть сказок с моралью». После неудачи с прокатом первого полнометражного фильма «Знак Льва», Ромер вместе с Барбе Шрёдером основал собственную компанию Les Films du Losange, чтобы не зависеть ни от продюсеров, ни от прокатчиков. Первыми лентами, произведенными этой фирмой в 1962 году, были «Булочница из Монсо» и её продолжение, «Карьера Сюзанны», вышедшие на экран в один день.
Две первые части «Сказок с моралью» положили начало формированию особого ромеровского кинематографического стиля; в «Булочнице из Монсо» впервые появился характерный ромеровский герой и типичный для последующих фильмов режиссёра сюжет о любви, сложностях выбора, обмане и самообмане.

## Сюжет
В интервью 1986 года Ромер сообщил, что сюжетная идея фильма состояла в следующем: «Пока нарратор ищет девушку, он встречает еще одну, на которую переключается его любовное желание, пока он не найдет первую».
Действие происходит в июне месяце в Париже, рассказ ведется от первого лица. Нарратор — студент, не названный по имени, в перерывах между занятиями сидит с приятелем Шмидтом в уличном кафе в районе парка Монсо, и периодически видит привлекательную блондинку Сильви, проходящую мимо. Шмидт уговаривает его не теряться, а подойти и познакомиться, и однажды герою это почти удается. Он предлагает девушке посидеть в кафе, но та слишком занята, и обещает присоединиться к нему в другой раз.
После этого Сильви внезапно исчезает. Студент, у которого во время подготовки к экзаменам свободное время выдается лишь в обед, отказывается от посещения кафе, вместо этого бродя по кварталу, в надежде встретить девушку. Желая утолить голод, он присматривает небольшую булочную, где становится завсегдатаем, покупая пирожные, которые ест на ходу. Молоденькая симпатичная продавщица Жаклин, как кажется герою, проявляет к нему интерес.
Студент, представляющий собой образец типичного буржуазного сноба, похожего на персонажа романов XIX века, одновременно и доволен вниманием девушки, и негодует из-за того, что представительница низшего класса могла подумать, будто способна ему понравиться. Поскольку после экзаменов он собирается на время уехать из Парижа, и в данный момент больше ему заняться нечем, герой решает проучить булочницу. Для этого её надлежит соблазнить, и после настойчивых уговоров Жаклин соглашается пойти с ним вечером в кафе.
Выйдя из лавки, студент натыкается на Сильви, идущую к подъезду напротив, опираясь на трость. Девушка приветствует его. Из-за травмы она три недели никуда не выходила, но видела героя из окна. Молодой человек некоторое время раздумывает о перспективах и решает, что встречаться одновременно с двумя девушками неприлично (или небезопасно), после чего, оставив свои планы относительно булочницы, вместо свидания с ней уходит с Сильви в кафе. За обедом та сообщает, что неоднократно видела из окна его походы в булочную, и остается неясным, известно ли ей о том, что там происходило.
В конце фильма нарратор сообщает, что вскоре они поженились. По некоторым сведениям, оригинальная версия фильма составляет 26 минут. Современные издания, в том числе «критерионовское», имеют хронометраж 23 минуты, и в них действие обрывается до окончания последней сцены фильма, где супруги, спустя несколько месяцев, заходят в булочную, и где должна выясниться дальнейшая судьба Жаклин, собиравшейся осенью перейти на работу в Galeries Lafayette.

## В ролях
На роли в фильме Ромер привлек своих друзей. Главного персонажа сыграл сам продюсер Барбе Шрёдер, закадровый голос нарратора принадлежит Бертрану Тавернье (в титрах не указан), Шмидта играет Фред Юнк, впоследствии хранитель Люксембургской синематеки, а покупателя в булочной — критик Мишель Мардор.
На роль Жаклин была приглашена непрофессиональная актриса — Клодин Субрие — это её единственная роль в кино. Сильви играет очаровательная Мишель Жирардон, находившаяся в то время на пике карьеры.